# Chad Johnson (Footballspieler)
Chad Johnson (früher Chad Ochocinco, * 9. Januar 1978 in Miami, Florida) ist ein ehemaliger US-amerikanischer American-Football-Spieler auf der Position des Wide Receivers. Er spielte für die Cincinnati Bengals und die New England Patriots in der National Football League (NFL).

## American-Football-Karriere
Johnson wurde 2001 an fünfter Stelle der zweiten Runde der NFL Draft von den Cincinnati Bengals ausgewählt. Vorher spielte er College Football für die Oregon State University.
Chad Johnson ist bekannt für provozierende Kommentare und seine Tänze, nachdem er einen Touchdown erzielte. Im August 2008 änderte er seinen Namen offiziell von Chad Johnson in Chad Javon Ochocinco (spanisch für die Zahlen 8 (Ocho) und 5 (Cinco)). Doch im Oktober 2008 wurde er von der NFL gezwungen die kommende Saison im „Johnson“-Trikot zu spielen, da es noch große Lagerbestände mit seinem alten Namen gab. Die NFL akzeptierte seinen neuen Nachnamen für die Saison 2009, jedoch nur die offizielle Version „Ochocinco“ und nicht „Ocho Cinco“, wie es der Spieler wollte.
Zwei seiner Cousins spielten ebenfalls in der NFL: Cornerback Samari Rolle und der Wide Receiver Keyshawn Johnson.
Im Juni 2012 heuerte er bei den Miami Dolphins an, wurde jedoch im August wieder entlassen, nachdem er aufgrund des Vorwurfs häuslicher Gewalt gegenüber seiner Ehefrau im Gefängnis saß.

### Statistik
| Team Info | Team Info            | Receiving | Receiving | Receiving | Receiving | Receiving | Receiving | Receiving | Rushing | Rushing | Rushing | Rushing | Rushing | Fumbles | Fumbles |
| Jahr      | Team                 | G         | GS        | Rec       | Yds       | Avg       | Lng       | TD        | Att     | Yds     | Avg     | Lng     | TD      | FUM     | Lost    |
| --------- | -------------------- | --------- | --------- | --------- | --------- | --------- | --------- | --------- | ------- | ------- | ------- | ------- | ------- | ------- | ------- |
| 2001      | Cincinnati Bengals   | 12        | 3         | 28        | 329       | 11,9      | 28        | 1         |         |         |         |         |         |         |         |
| 2002      | Cincinnati Bengals   | 16        | 14        | 69        | 1.166     | 16,9      | 72        | 5         |         |         |         |         |         |         |         |
| 2003      | Cincinnati Bengals   | 16        | 14        | 90        | 1.355     | 15,1      | 82        | 10        |         |         |         |         |         |         |         |
| 2004      | Cincinnati Bengals   | 16        | 16        | 95        | 1.274     | 13,4      | 53        | 9         | 4       | 39      | 9,8     | 18      | 0       | 1       | 0       |
| 2005      | Cincinnati Bengals   | 16        | 16        | 97        | 1.432     | 14,8      | 70        | 9         | 5       | 33      | 6,6     | 11      | 0       | 1       | 0       |
| 2006      | Cincinnati Bengals   | 16        | 16        | 87        | 1.369     | 15,7      | 74        | 7         | 6       | 24      | 4,0     | 8       | 0       | 1       | 1       |
| 2007      | Cincinnati Bengals   | 16        | 16        | 93        | 1.440     | 15,5      | 70        | 8         | 6       | 47      | 7,8     | 16      | 0       | 2       | 1       |
| 2008      | Cincinnati Bengals   | 13        | 10        | 53        | 540       | 10,2      | 26        | 4         |         |         |         |         |         |         |         |
| 2009      | Cincinnati Bengals   | 16        | 15        | 72        | 1.047     | 14,5      | 50        | 9         | 3       | 32      | 10,7    | 26      | 0       | 2       | 2       |
| 2010      | Cincinnati Bengals   | 14        | 12        | 67        | 831       | 12,4      | 42        | 4         |         |         |         |         |         |         |         |
| 2011      | New England Patriots | 15        | 3         | 15        | 276       | 18,4      | 53        | 1         |         |         |         |         |         |         |         |
| Total     |                      | 151       | 132       | 751       | 10.783    | 14,4      | 82        | 67        | 24      | 175     | 7,3     | 26      | 0       | 7       | 4       |

## Fußball
Im Jahr 2011 kam Ochocinco ein weiteres Mal in die internationalen Medien, als er ankündigte, neben seiner Tätigkeit in der NFL eine Fußballkarriere zu starten. Bereits in seiner Jugend war der Wide Receiver als Fußballspieler aktiv und feierte dabei verschiedene Erfolge. Am 16. März 2011 wurde er für ein Probetraining während der NFL-Lockout-Saison bei Sporting Kansas City angekündigt. Am 22. März 2011 bestätigte das Franchise der Major League Soccer (MLS), dass Ochocinco ab sofort für ein viertägiges Probetraining dem Team zur Verfügung steht.